# Ничего хорошего в отеле «Эль Рояль»
«Ничего хорошего в отеле „Эль Роя́ль“» (англ. Bad Times at the El Royale) — американский триллер режиссёра Дрю Годдарда, снятый по его же сценарию. В главных ролях: Джефф Бриджес, Синтия Эриво, Дакота Джонсон и Крис Хемсворт.
Действие фильма разворачивается в 1969 году, в заброшенном отеле, расположенном на границе Калифорнии и Невады, встречаются семь незнакомцев, каждый из которых скрывает свои секреты.
Премьера фильма состоялась на техасском кинофестивале Fantastic Fest 27 сентября 2018 года.
Картина вышла в прокат в Соединённых Штатах 12 октября 2018 года (в России — 11 октября). Фильм провалился в прокате, заработав во всём мире 31 млн долларов при бюджете в 32 млн долларов, однако получил в целом положительные отзывы от критиков, которые высоко оценили игру актёров, а также сценарий и режиссуру Годдарда, хотя некоторым рецензентам не понравилась продолжительность фильма и темп повествования.

## Сюжет
В 1969 году католический священник Даниэль Флинн (Джефф Бриджес), темнокожая певица Дарлин Свит (Синтия Эриво), коммивояжёр Ларами Сеймур Салливан (Джон Хэмм) и хиппи Эмили Саммерспринг (Дакота Джонсон) прибывают в придорожный мотель «Эль-Рояль» на границе Калифорнии и Невады, где знакомятся с единственным сотрудником отеля, консьержем Майлзом Миллером (Льюис Пуллман).
После заселения в номер для новобрачных Салливан, который на самом деле оказывается агентом под прикрытием ФБР Дуайтом Бродбеком, начинает убирать из комнаты «жучки», при этом, помимо оборудования ФБР он также обнаруживает другие прослушивающие устройства и микрофоны неизвестного происхождения. Воспользовавшись моментом, Салливан крадёт мастер-ключ и с помощью него проникает в секретный коридор, из которого можно наблюдать за комнатами постояльцев с помощью полупрозрачных зеркал и снимать их на киноплёнку.
Так, проходя мимо номеров заселившихся постояльцев, Бродбек видит, как Флинн вскрывает пол своего номера, Свит репетирует, а Эмили притаскивает в номер связанную девочку. Из телефона-автомата он докладывает директору ФБР Гуверу о неожиданных осложнениях по делу о возврате материалов слежки. Он также сообщает о похищенной девочке, однако директор строго запрещает агенту вмешиваться и приказывает сконцентрироваться на поиске компромата. Так как искомая плёнка всё ещё не найдена, директор приказывает задержать всех постояльцев мотеля.
Тем временем «священник» Флинн приглашает Свит присоединиться к нему за ужином. Она видит, как он выливает неизвестную жидкость в её бокал со спиртным, и вырубает его ударом бутылки по голове. Консьерж Майлз находит Флинна, лежащего без сознания, и хочет исповедоваться ему, как священнику, утверждая, что делал ужасные вещи — он показывает ему секретный коридор объясняет, что «начальство» регулярно заставляет снимать компромат на постояльцев отеля и отправлять им отснятый материал. Майлз сознаётся, что отправлял весь отснятый материал на абонентский почтовый ящик в Пенсильвании, однако одну плёнку всё же не отправил, так как заснятный высокопоставленный общественный деятель был очень добр к нему.
Между тем, агент Бродбек портит зажигание у машин постояльцев и, вопреки приказу Гувера, пытается спасти заложницу, которая, как оказывается, является младшей сестрой «похитительницы» Эмили по имени Роуз. Эмили стреляет в Бродбека, убивая его, и случайно ранит Майлза, который смотрел на происходящее по ту сторону зеркала. Свидетельницей убийства становится и Дарлин Свит, безуспешно пытавшаяся покинуть мотель на своей машине.
Появляется Флинн и признаётся Свит в том, что на самом деле он был грабителем по имени Дональд О’Келли, который десять лет назад сел в тюрьму после ограбления инкассаторской машины. Получив условно-досрочное освобождение, О’Келли вернулся в «Эль-Рояль» в одежде священника, чтобы забрать деньги, которые его брат Феликс спрятал под полом номера незадолго до того, как его убил предавший банду сообщник. Из-за прогрессирующей болезни Альцгеймера О’Келли перепутал комнаты и поселился в той, где денег нет. Поняв это, он решил опоить Свит снотворным и забраться к ней в номер, чтобы забрать деньги. Однако разгадавшая его замысел Свит ударила его бутылкой по голове и теперь держит его на мушке револьвера, забранного с трупа агента ФБР. О’Келли, осознавая в какой переплёт они все попали, предлагает ей договориться и разделить деньги пополам.
Тем временем в холле Эмили и Роуз допрашивают Майлза по поводу секретного коридора. Выясняется, что Эмили забрала свою сестру из секты Билли Ли (Крис Хемсворт), харизматичного садиста, ответственного за серию убийств в Малибу. Роуз рассказывает, что она позвонила Ли и сообщила ему своё местоположение. Когда О’Келли и Свит пытаются уйти с деньгами, прибывают Ли и его сектанты и берут их в заложники вместе с Эмили и Майлзом.
Запугивая пленников, Ли узнаёт о деньгах и плёнке, которая, как он понимает, куда ценнее сумки с деньгами. Он запускает рулетку, чтобы выбрать между Эмили и Майлзом, и в результате убивает Эмили. После того, как Ли вновь запускает рулетку, О’Келли нападает на Ли, и начинается драка. В суматохе Свит умоляет Майлза взять пистолет и помочь, но он говорит, что больше не может убивать людей. Оказывается, что Майлз является ветераном войны во Вьетнаме, где служил снайпером. Свит говорит ему, что всё в порядке, и смиряется со скорой смертью. Однако, когда Ли собирается пристрелить О’Келли, Майлз берёт в руки оружие и со снайперской точностью убивает Ли и других сектантов.
Роуз оплакивает Ли и, когда к ней подходит Майлз, она всаживает ему нож в живот. О’Келли убивает Роуз. Перед смертью Майлз исповедуется О’Келли, признаваясь в массовых убийствах, совершённых во Вьетнаме, и тот отпускает ему грехи. О’Келли и Свит собирают деньги в сумку, Свит бросает плёнку с компроматом в огонь, и пара покидает отель.
Некоторое время спустя Свит выступает в игровом зале в Рино перед небольшой аудиторией. Она улыбается, когда замечает О’Келли, который приехал, чтобы увидеть её выступление.

## В ролях
- Джефф Бриджес — Дональд «Док» О’Келли / Дэниел Флинн, преступник, маскирующийся под католического священника
- Синтия Эриво — Дарлин Свит, соул-певица, находящаяся в бедственном положении
- Дакота Джонсон — Эмили Саммерспринг, женщина, пытающаяся спасти свою сестру из секты Билли
  - Ханна Зирке — Эмили в детстве
- Джон Хэмм — Дуайт Броудбек / Сеймур «Ларами» Салливан, агент ФБР, маскирующийся под продавца пылесосов
- Кэйли Спэни — Роуз Саммерспринг, младшая сестра Эмили и сообщница Билли Ли
  - Шарлотта Мосби — Роуз в детстве
- Льюис Пуллман — Майлз Миллер, консьерж и единственный сотрудник в «Эль Рояле», служил снайпером во Вьетнамской войне
- Крис Хемсворт — Билли Ли, харизматичный лидер секты и наставник Роуз
- Ник Офферман — Феликс О’Келли, умерший преступник и брат Дока
- Ксавье Долан — Бадди Сандэй, музыкальный продюсер, уволивший Дарлин из-за сокращения бюджета
- Шей Уигем — доктор Вудбери Лоренс, доктор, диагностировавший Доку его болезнь
- Марк О’Брайен — Ларсен Роджерс, сообщник Дока и Феликса
- Чарльз Халфорд — Сэмми Уайлдс, сокамерник Дока
- Джим О’Хейр — Милтон Уирик, ведущий шоу Свит в Рино
- Мэнни Джасинто — Варинг «Уэйд» Эспириту, правая рука Билли Ли
- Альвина Огаст — Веста Ширс, певица, заменившая Свит
- Джерри Нэрн — репортёр

## Производство
Съёмки фильма начались в конце января 2017 года в Ванкувере.

## Критика
Картина получила в основном положительные оценки кинокритиков. На сайте Rotten Tomatoes у фильма 75 % положительных рецензий на основе 224 отзывов со средней оценкой 6,6 из 10. На Metacritic — 60 баллов из 100 на основе 43 рецензий.

## Награды и номинации
| Премия   | Категория                         | Номинант      | Результат |
| -------- | --------------------------------- | ------------- | --------- |
| «Сатурн» | Лучший триллер                    |               | Победа    |
| «Сатурн» | Лучшая мужская роль               | Джефф Бриджес | Номинация |
| «Сатурн» | Лучшая мужская роль второго плана | Льюис Пуллман | Номинация |
| «Сатурн» | Лучшая женская роль второго плана | Синтия Эриво  | Номинация |
| «Сатурн» | Лучший сценарий                   | Дрю Годдард   | Номинация |